# AgustaWestland AW129
L'AgustaWestland AW129 (in precedenza Agusta A129) è un elicottero d'attacco leggero prodotto in Italia da Leonardo (in precedenza dall'AgustaWestland, confluita nella nuova Finmeccanica, rinominata Leonardo dal 2017). È stato il primo elicottero da attacco ad essere progettato e costruito in Europa Occidentale. Attualmente è in corso di progettazione il sostituto Leonardo AW249.
Il nome "Mangusta" fu una trovata commerciale per suggerire la capacità di battere il "Cobra", nome sia dell'animale sia del Bell AH-1, elicottero concorrente dell'A129 nel momento in cui quest'ultimo fu sviluppato, pur con vent'anni di ritardo. La prima unità militare italiana ad avere in dotazione questo elicottero è stato il 5º Reggimento ALE "Rigel", all’epoca inquadrato nel 5º Corpo d’armata. In futuro dovrebbe essere sostituito dal nuovo elicottero d'attacco italiano  Leonardo AW249 Fenice.

## Storia

### Sviluppo
Il progetto venne avviato nel 1978 e l'A129 Mangusta ("Mongoose" per i mercati internazionali) destò molta impressione quando il primo dei cinque prototipi effettuò il primo volo l'11 settembre 1983 e il primo volo ufficiale il 15 settembre del 1983. Il quinto prototipo effettuò il primo volo nel marzo 1986. Si trattava di una evoluzione del concetto del Bell AH-1 Cobra, che utilizzava la configurazione biposto in tandem, ovvero con pilota e copilota/mitragliere/cannoniere allineati e non affiancati.
A differenza del Cobra, monomotore, bipala, il progetto, derivato da quello dell'Agusta A109, risultava migliorato, in quanto basato su una configurazione con due motori e rotore quadripala. In seguito ad una esigenza della NATO, che assegnava all'epoca all'Esercito Italiano durante la guerra fredda un ruolo di contenimento delle forze corazzate del Patto di Varsavia, venne sviluppato inizialmente come elicottero anticarro ed armato con missili filoguidati BGM-71 TOW, razzi da 81 mm e con le potenzialità di integrare il missile Hellfire. Sin dalla prima versione, l'A129 era equipaggiato con sistemi autonomi di navigazione e di visione notturna, in grado di fornire la piena capacità di combattimento notturno ed ognitempo.
In Europa, nessun'altra nazione aveva sviluppato un elicottero d'attacco, benché quasi tutte le principali forze armate avessero una numerosa linea di macchine "tuttofare" armate con missili anticarro. Nella versione originale, il Mangusta è entrato in servizio con l'Esercito Italiano nei primi anni novanta ed ha avuto il suo battesimo del fuoco in Somalia durante l'operazione Restore Hope (1992-1994), compreso il lancio di un missile contro un mezzo italiano sottratto dai somali nello scontro del checkpoint PASTA il 2 luglio 1993. Sempre nella versione anticarro, ma armato anche di mitragliatrici da 12,7 mm installate in appositi pod subalari, ha partecipato alle operazioni in Angola, Albania nel 1997, nella Repubblica di Macedonia ed in Kosovo (1998-2000).
L'A129 inizialmente non è riuscito a conquistare il mercato internazionale. La prima opportunità di successo per l'esportazione si presentò in occasione del programma europeo Tonal per un elicottero da combattimento basato sul Mangusta. Nel 1986, i governi del Regno Unito, Italia, Paesi Bassi e Spagna firmarono un protocollo di intesa per esplorare la possibilità di costruire una versione potenziata dell'A129, chiamata Joint European Helicopter Tonal (la designazione "Tonal" era derivata dal nome di un dio Azteco). Il Tonal avrebbe avuto motori più potenti, un nuovo rotore, carrello retrattile, sensori potenziati ed armamento più pesante.
Il progetto collassò nel 1990 quando Regno Unito ed Olanda decisero di acquisire l'AH-64 Apache, in sostituzione. Dopo questo precedente, quasi tutti i paesi europei acquistarono l'Apache (come la Grecia), o attesero lo sviluppo dell'Eurocopter Tiger (Spagna, Francia e Germania). L'Esercito Italiano ridusse l'ordine a 45 esemplari rispetto all'opzione iniziale di 60. La polemica per la comparazione tra modelli prodotti dalle varie aziende fu ulteriormente alimentata nei primi anni novanta, dalla comparsa del dimostratore tecnologico Agusta A 129 International che effettuò il primo volo nel 1992 nell'ambito della partecipazione alla competizione per la fornitura di elicotteri di attacco per la Turchia, dove l'Apache era stato scartato nelle fasi iniziali.
Con questo modello Agusta effettivamente volante e pronto per la messa in produzione già nel 1992, la competizione si fece accesa sui mercati internazionali e mai dall'esito scontato. Infatti, il dimostratore "International", avendo integrato nella sua suite di armamento il missile AGM-114 Hellfire e il cannone installato nel naso, recuperò l'apparente gap anche su questo fronte tra A129 e Apache. Negli anni successivi, si è poi verificata la decisione dell'Esercito Italiano di non dotarsi del sistema d'arma Hellfire, all'epoca considerato una pecca del Mangusta originale. Infatti, è venuto solo di recente alla luce (ai non addetti ai lavori), nel corso dell'esercitazione Victory Strike avvenuta in Polonia del 2000, che il lancio di missili Hellfire da elicottero causa gravi danni alla struttura dell'aeromobile lanciatore, tanto da essere designati con terminologia "USA CC-N, emergency combat use only". Addirittura la "System Safety Risk Assessment" (SSRA) ha assegnato la categoria di rischio I-A (Catastrophic Probable) all'ipotesi di lancio di questi missili da posizioni differenti dalla numero 4 del lanciatore esterno.

Gli anni novanta videro comunque il testa a testa fra i vari produttori di elicotteri di attacco nelle competizioni per l'aggiudicazione delle commesse militari, ma, nello stesso tempo, convinsero l'Esercito Italiano, reduce dalla esperienza del 1993 in Somalia, a passare dall'A129 basico all'A129 CBT, accettando alcune delle migliorie avioniche e di armamento del dimostratore "A-129 International". Resta il fatto che l'A129 uscì sconfitto dalla gara indetta per l'aggiudicazione della fornitura di elicotteri di attacco alle forze di difesa australiane (ADF), vinta dall'Eurocopter Tiger, con inizio delle consegne nel 2004. Un ruolo importante per influenzare la scelta in questo contesto fu rivestito dalle piccole dimensioni dell'elicottero italiano che vennero considerate limitative delle possibilità di sviluppo, carico e autonomia. L'Esercito Italiano ordinò 15 esemplari di A129 in versione multiruolo CBT (Combat), il primo dei quali fu consegnato nell'ottobre 2002. Nel gennaio 2002 è stato firmato un contratto per l'aggiornamento alla versione CBT di tutti i primi 45 Mangusta in servizio con l'Esercito Italiano. Le principali modifiche riguardano l'adozione di un cannone M197 da 20 mm a tre canne rotanti tipo Gatling installato in una torretta sotto il muso, la sostituzione del rotore quadripala con uno a cinque pale, la possibilità di impiegare razzi da 70 mm (oltre a quelli da 81), migliorie all'avionica ed ai sistemi di volo/navigazione notturna, l'integrazione di lanciatori per missili antiaerei FIM-92 Stinger o Mistral ed una nuova colorazione con insegne a bassa visibilità. In questa configurazione, l'elicottero può essere utilizzato come anticarro, ricognizione armata ("Scout" secondo la definizione dell'Esercito Italiano), attacco al suolo, scorta, supporto di fuoco e antiaereo.

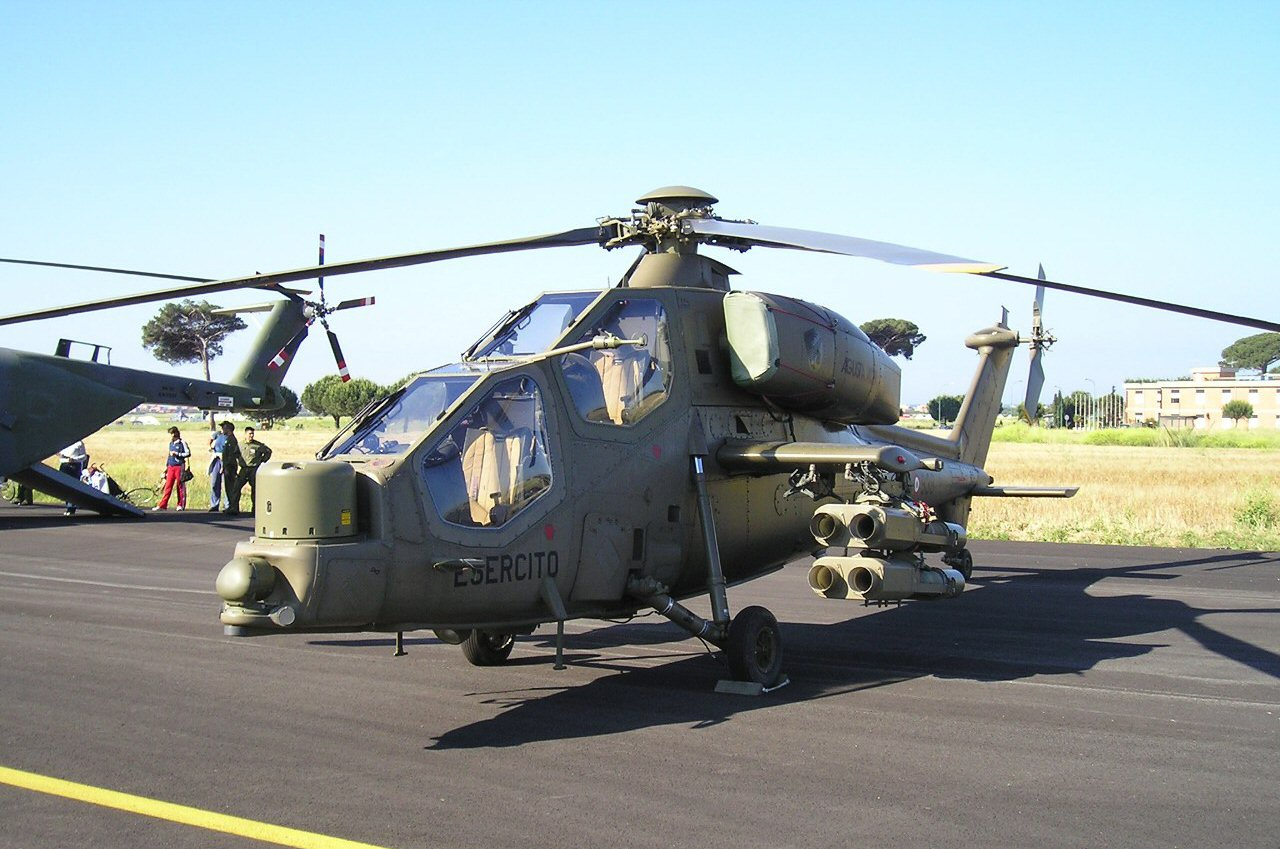
Il Mangusta in mostra durante il raduno mondiale degli F104 Starfighter presso l'Aeroporto di Pratica di Mare, 11 marzo 2004

### Impiego operativo

#### Italia

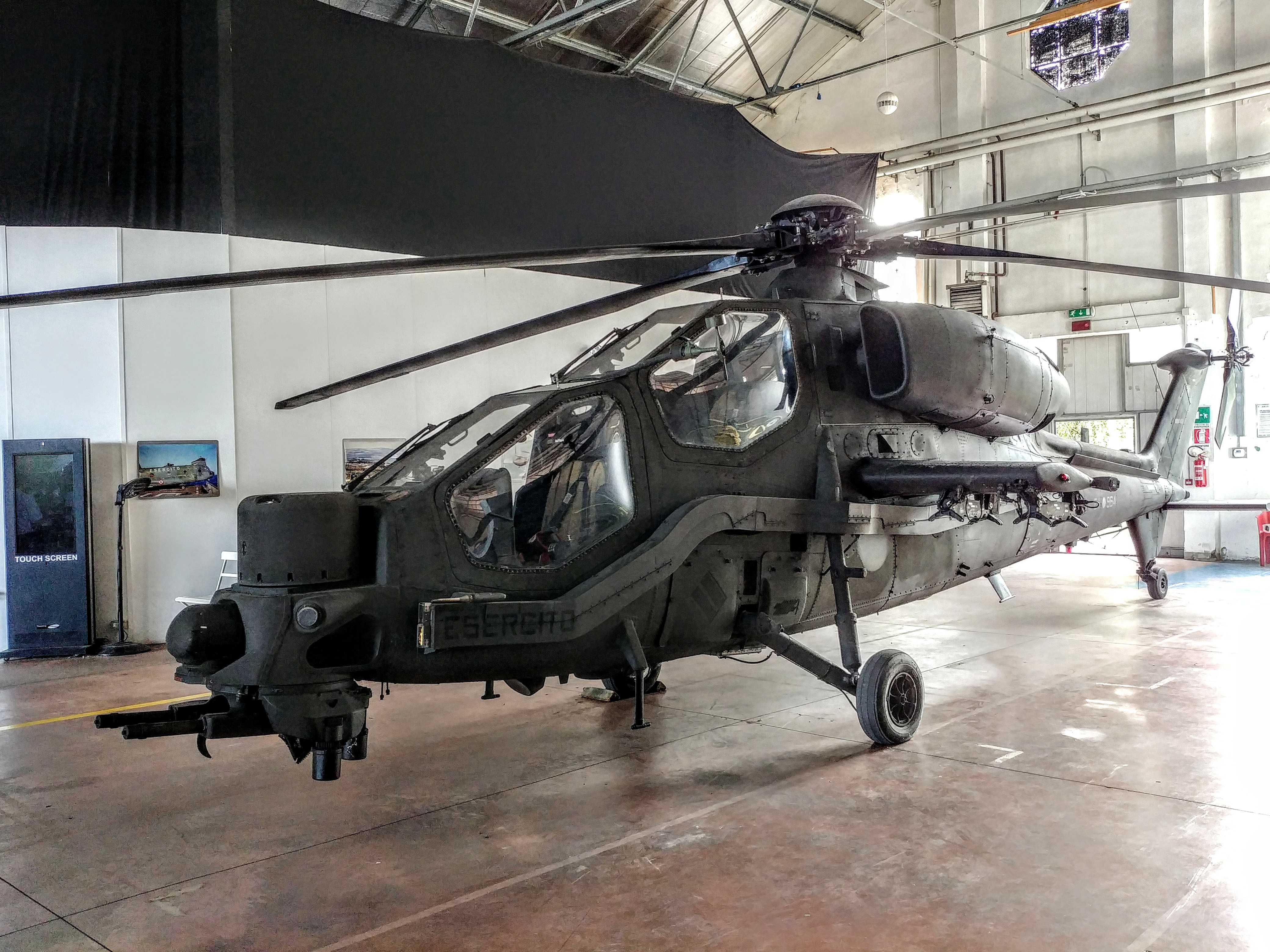
Il Mangusta esposto al Parco e Museo di Volandia

In Italia, il Mangusta viene designato dall'Esercito EES (o EES1), contrazione di "Elicottero da Esplorazione e Scorta", ed equipaggia i seguenti reggimenti:
- 5º Reggimento AVES "Rigel" (Casarsa della Delizia, PN) nell'aeroporto Francesco Baracca;
- 7º Reggimento AVES "Vega" (Rimini) nell'aeroporto Giannetto Vassura.

Entrambi i reggimenti sono inquadrati nella Brigata aeromobile "Friuli".
Cinque A129 sono stati schierati in Iraq e a Herat, in Afghanistan, prima del ritiro delle truppe italiane.

#### Turchia
Il 30 marzo 2007 la Turchia ha decretato il Mangusta vincitore della gara per la fornitura della licenza di produzione di 51 macchine (di cui 20 in opzione), per il requisito di un elicottero d'attacco per il loro esercito.

## Versioni

### Prodotte
- A-129 Mangusta: versione originale di produzione, equipaggiata con due turbine Rolls-Royce Gem 1004[12] armata con 8 missili cc TOW e 2 razziere da 70 o 81mm.
- A-129 International: versione migliorata con rotore a cinque pale, torretta posta sotto il naso, supporto per i missili Hellfire e Stinger, avionica avanzata e motorizzazione LHTEC-CTS800-2.
- A-129 CBT: versione potenziata per l'Esercito Italiano che incorpora le stesse migliorie della versione A-129 International (trasmissione potenziata, rotore pentapala, cannone da 20mm) ma mantiene i motori originali RR mk1004. La trasmissione potenziata rende possibile una nuova motorizzazione con prestazioni migliori. Nel rapporto 2015 dell'Esercito, è stato ridefinito come A-129 EES (Elicottero da Esplorazione e Scorta)[13].
- ARH-129D: versione potenziata con nuova dotazione optronica, Rafael TOPLITE III che comprende FLIR ed un nuovo laser, con funzione di telemetro, designatore bersagli, marcatore di bersagli per altri lanciatori e scoperta sorgenti laser. Le rampe di lancio degli Spike sono elevabili, per semplificare e migliorare la sicurezza del lancio in combattimento. Previsti 24 esemplari, più l'ammodernamento di 24 esemplari CBT.

### Proposte
- A129 Multi-RoleA129 LBH: versione d'assalto, multiruolo con una struttura completamente differente dagli A129 standard, in quanto modificata per trasportare otto soldati in aggiunta ai due di equipaggio (l'acronimo LBH significa Light Battlefield Helicopter). Versione proposta e non costruita.
- A129 Scout: versione proposta da ricognizione, ma non costruita.
- A129 Shipboard: versione proposta navale, ma non costruita.
- A129 Tonal: programma avviato nel 1986, da Regno Unito, Italia, Paesi Bassi e Spagna e terminato nel 1990 con il ritiro del Regno Unito e Olanda che decisero di acquisire l'AH-64 Apache in sostituzione.

### Tabella comparativa delle versioni
|                         | A129 Mangusta                                                                                      | A129 International (dimostratore)                                                                  | AW129 CBT                                                                                          |
| Descrizione             | Descrizione                                                                                        | Descrizione                                                                                        | Descrizione                                                                                        |
| ----------------------- | -------------------------------------------------------------------------------------------------- | -------------------------------------------------------------------------------------------------- | -------------------------------------------------------------------------------------------------- |
| tipo                    | elicottero d'attacco                                                                               | elicottero d'attacco                                                                               | elicottero d'attacco                                                                               |
| costruttore             | Agusta                                                                                             | Agusta                                                                                             | AgustaWestland                                                                                     |
| Caratteristiche         | | | |
| equipaggio              | un pilota ed un operatore                                                                          | un pilota ed un operatore                                                                          | un pilota ed un operatore                                                                          |
| lunghezza               | 13,31 m                                                                                            | 13,31 m                                                                                            | 13,31 m                                                                                            |
| altezza                 | 3,40 m                                                                                             | 3,40 m                                                                                             | 3,40 m                                                                                             |
| diametro rotore         | 11,90 m                                                                                            | 11,90 m                                                                                            | 11,90 m                                                                                            |
| superficie rotore       | 116 m²                                                                                             | 116 m²                                                                                             | 116 m²                                                                                             |
| pale rotore             | 4                                                                                                  | 5                                                                                                  | 5                                                                                                  |
| peso a vuoto            | 2530 kg (2.800 kg equipaggiato)                                                                    | 2530 kg (2.800 kg equipaggiato)                                                                    | |
| peso massimo al decollo | 4.070 kg                                                                                           | 5100 kg                                                                                            | 4600 kg                                                                                            |
| motore                  | 2 Rolls-Royce Gem 2 (costruiti su licenza da Piaggio come RR 1004)                                 | 2 LHTEC CTS800                                                                                     | 2 Rolls-Royce Gem 2 (costruiti su licenza da Piaggio come RR 1004)                                 |
| potenza                 | 704 kW (944 shp) per 2,5 min, 825 continua (max 1.018 per 20 sec in emergenza)                     | 1375 shp                                                                                           | 890 shp                                                                                            |
| Prestazioni             | | | |
| velocità massima        | 259 km/h                                                                                           | 294 km/h                                                                                           | |
| velocità di crociera    | 220 km/h                                                                                           | 269 km/h                                                                                           | 229 km/h                                                                                           |
| velocità variometrica   | 10 m/s                                                                                             | 13,97 m/s                                                                                          | 10,20 m/s                                                                                          |
| autonomia               | 3 h max                                                                                            | 3 h max                                                                                            | 2 h 45 min                                                                                         |
| autonomia (km)          | non nota                                                                                           | 561 km                                                                                             | 510 km                                                                                             |
| tangenza                | 4.525 m                                                                                            | 6.096 m                                                                                            | 4.725 m                                                                                            |
| Armamento               | | | |
| mitragliatrici          | | una da 20 mm tipo gatling a tre canne 500 colpi                                                    | una da 20 mm tipo gatling a tre canne 500 colpi                                                    |
| missili                 | 8 TOW (A.129 prima generazione), oppure Hellfire (International) o Spike-ER e Stinger (A.129D CBT) | 8 TOW (A.129 prima generazione), oppure Hellfire (International) o Spike-ER e Stinger (A.129D CBT) | 8 TOW (A.129 prima generazione), oppure Hellfire (International) o Spike-ER e Stinger (A.129D CBT) |

## Il nuovo nome AW129
Da luglio 2007 AgustaWestland, casa costruttrice dell'elicottero, lo ha ridenominato AgustaWestland AW129. Infatti, la joint venture fra Agusta e Westland Aircraft è ora controllata al 100% dalla società Finmeccanica, la quale sta applicando una nuova politica commerciale.

## Utilizzatori
Filippine
- Hukbong Himpapawid ng Pilipinas

vedi T129B
 Italia
- AVES

60 AW129 Mangusta CBT consegnati, al dicembre 2016 risultano in servizio 32 AH-129D operativi e 16 AH-129C utilizzati per l'addestramento.
 Nigeria
- Nigerian Air Force

vedi T129B
 Pakistan
- Pakistan Army Aviation Corps

vedi TAI T129 ATAK
 Turchia
- Esercito Turco

vedi TAI T129 ATAK
- Jandarma Genel Komutanlığı

vedi TAI T129 ATAK
- Turkish National Police

vedi TAI T129 ATAK

## Galleria d'immagini dell'A-129CBT

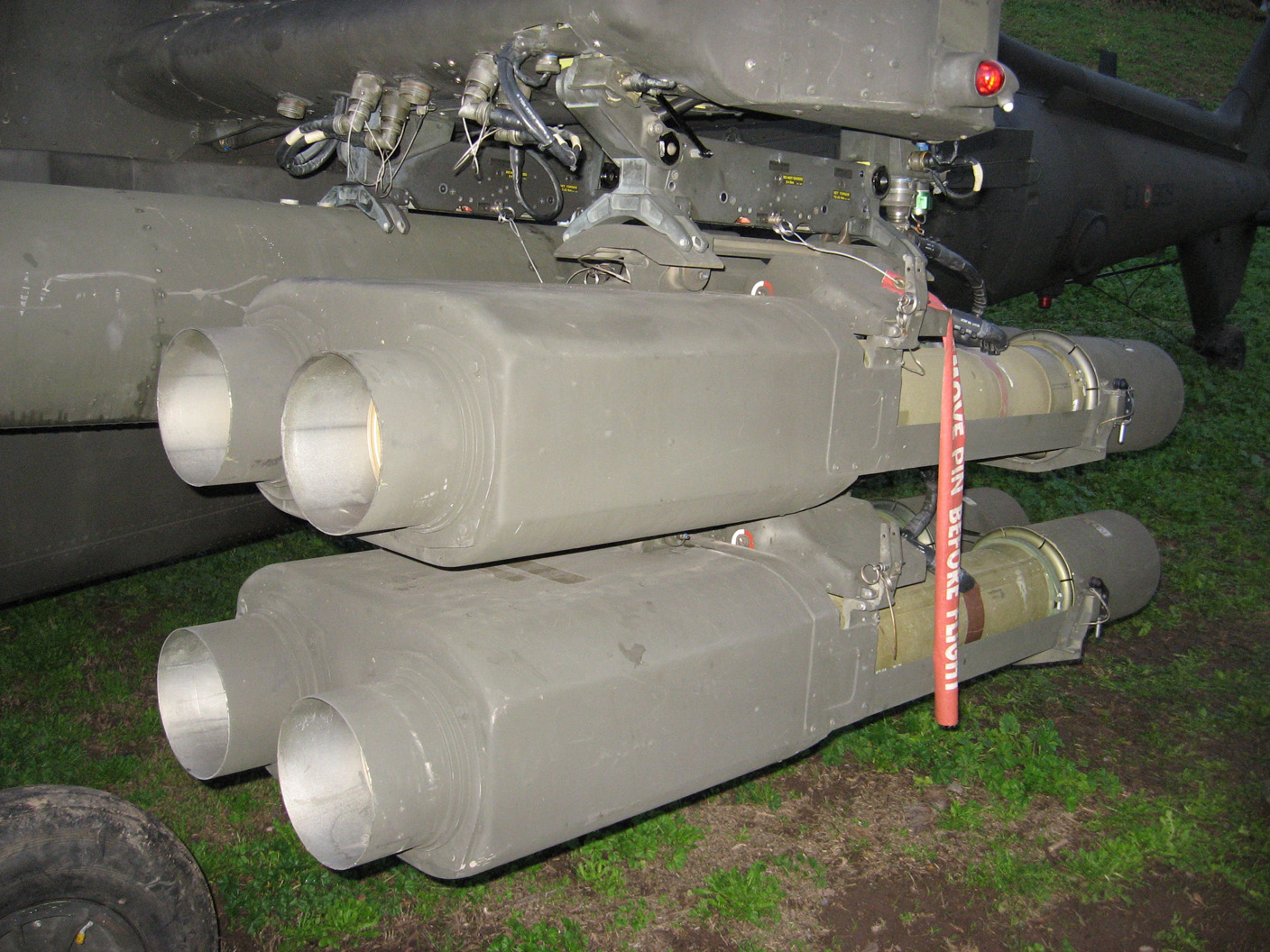
Stazione per missili HELITOW
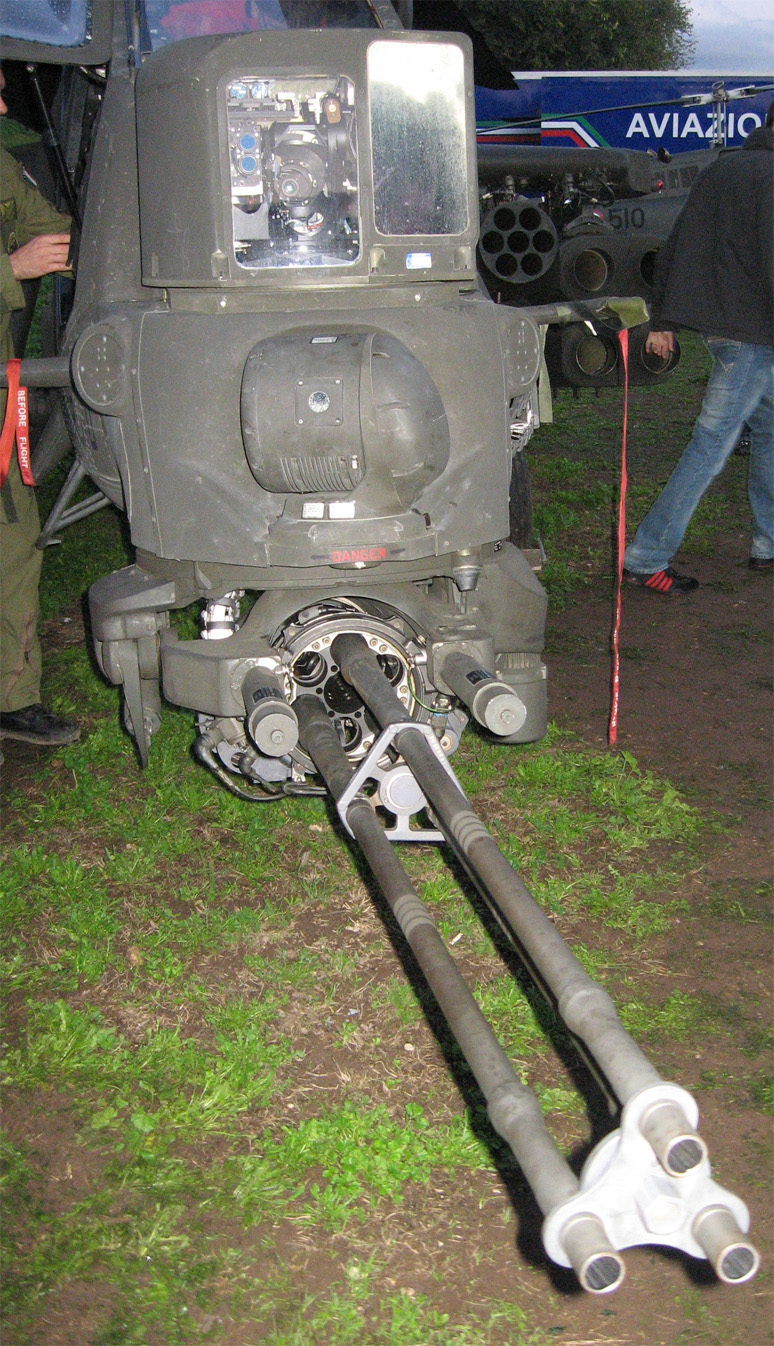
Il cannone da 20 mm
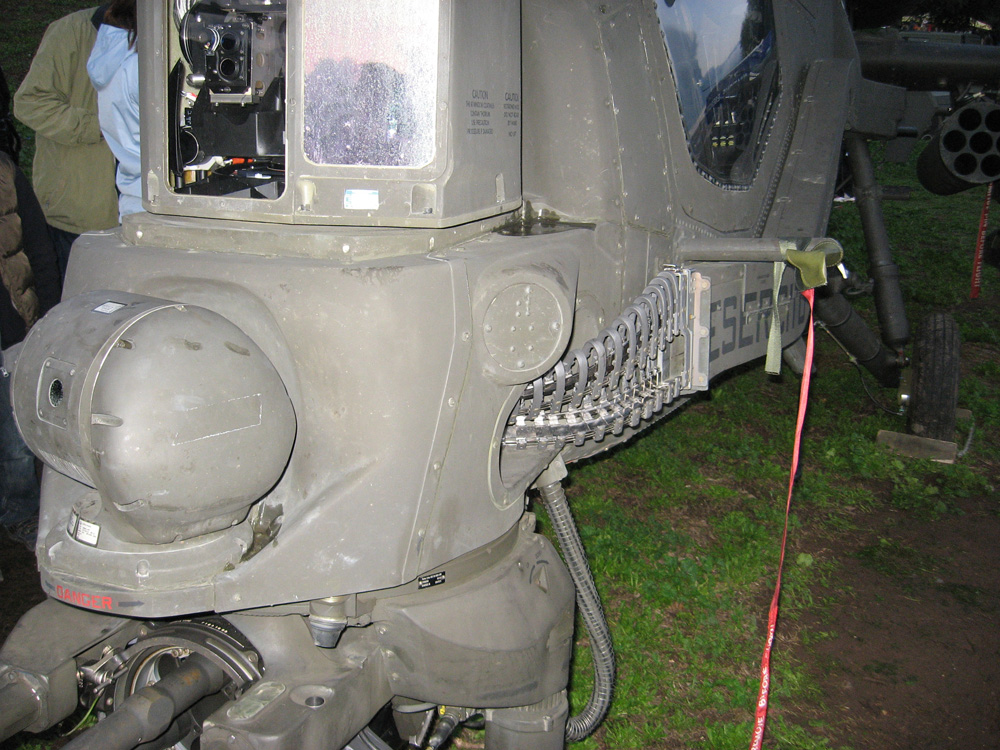
Il sistema di caricamento e di puntamento del cannone da 20 mm
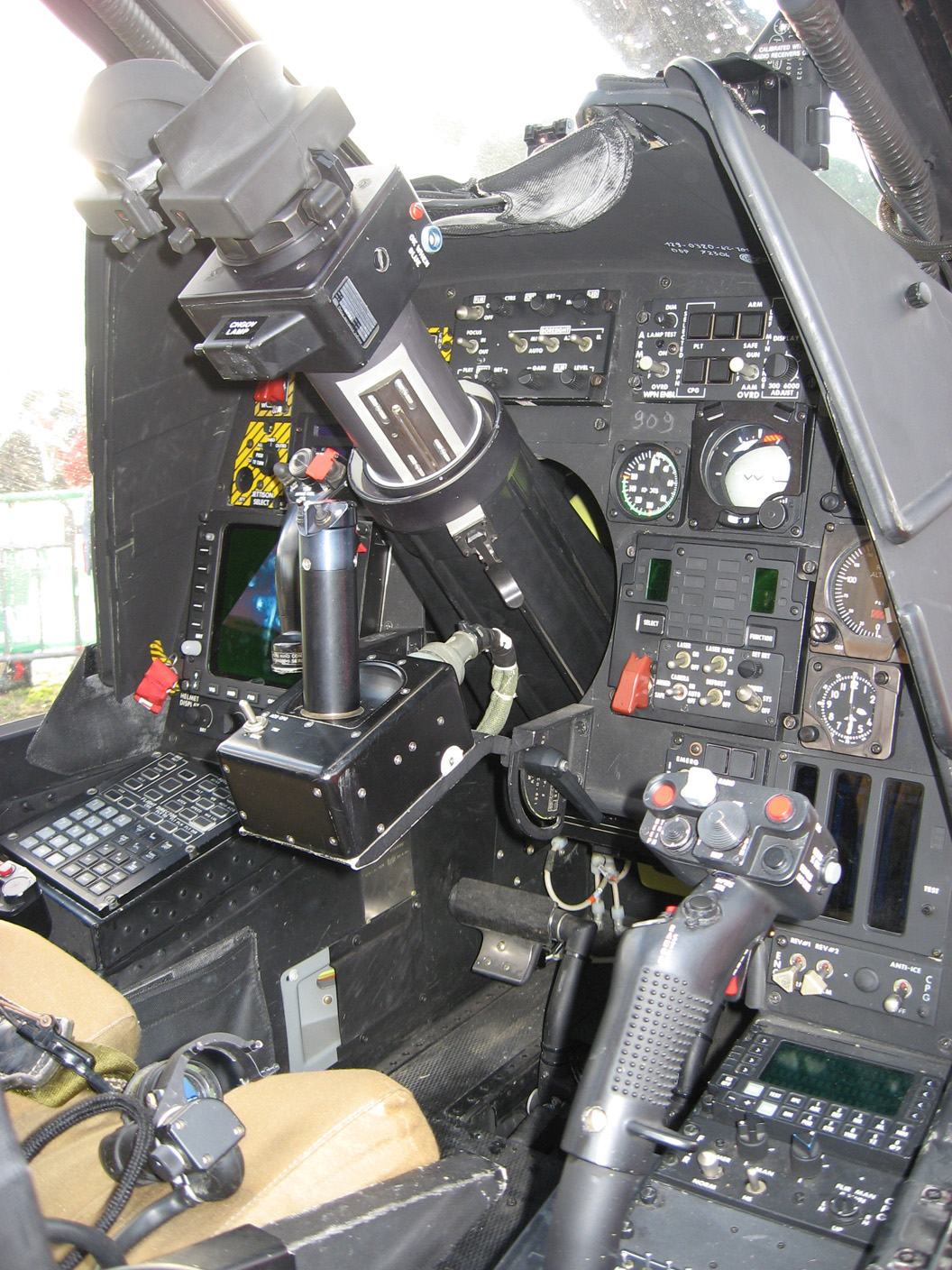
Postazione dell'operatore armi

## Elicotteri comparabili
- Bell AH-1 SuperCobra
- Boeing AH-64 Apache
- Denel AH-2 Rooivalk
- CAIC WZ-10
- Harbin Z-19
- Eurocopter Tiger
- Eurocopter Panther
- HAL Light Combat Helicopter
- Kawasaki OH-1
- / Kamov Ka-50
- / Mil Mi-24
- / Mil Mi-28